# José María Velasco Gómez

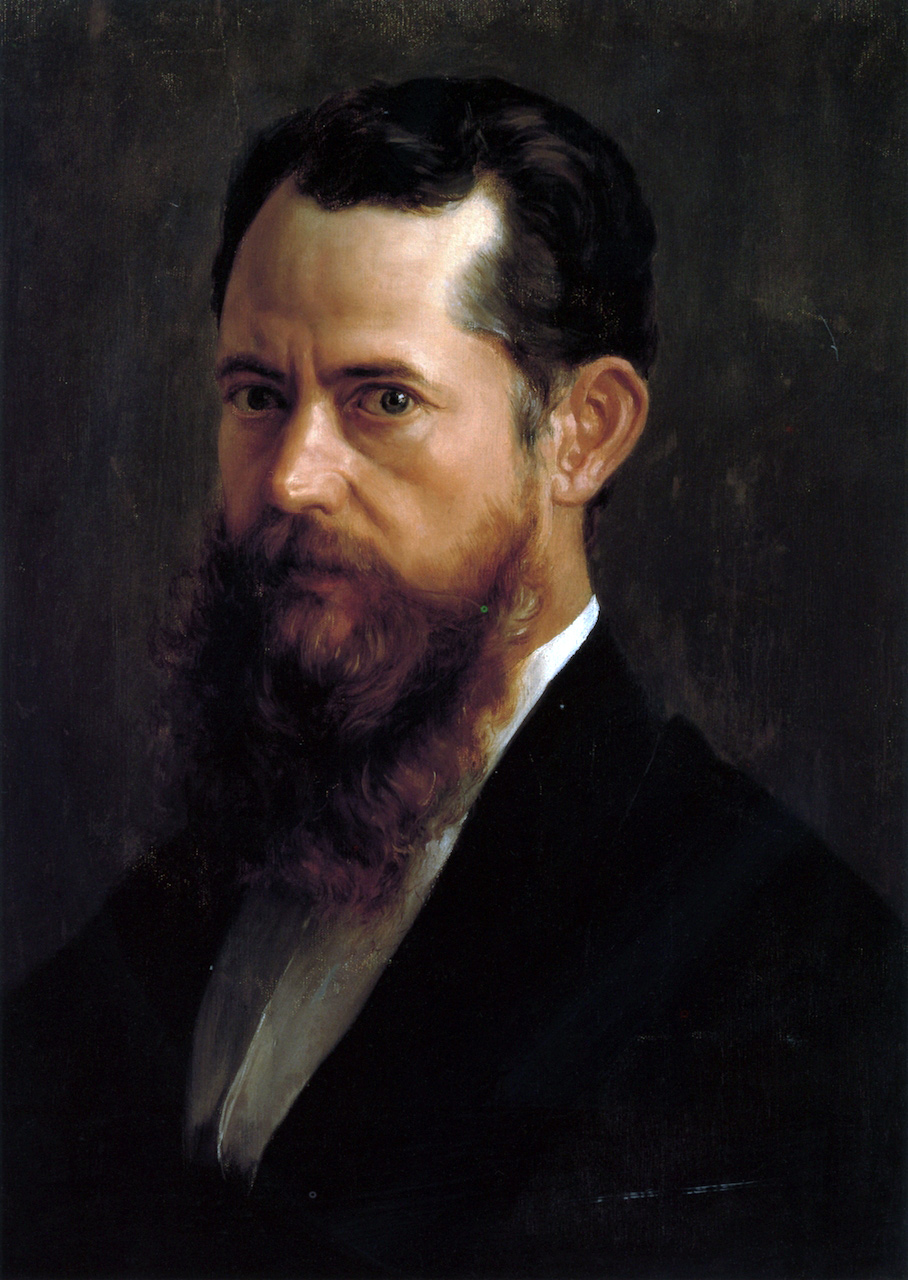
Selbstporträt (1894)

José María Tranquilino Francisco de Jesús de Velasco Gómez (* 6. Juli 1840 in Temascalcingo; † 26. August 1912 in Mexiko-Stadt) war ein mexikanischer Kunst- und Landschaftsmaler.

## Leben
Velasco, erstes von fünf Kindern von Felipe Velasco und seiner Frau María Antonia Gómez Obregón, kam im Alter von sieben Jahren nach Mexiko-Stadt, nachdem sein Vater verstorben war. Zu seinen Geschwistern zählten auch die Mediziner Ildefonso und Antonio Velasco.
Ab dem Jahr 1850 besuchte er dort das „Colegio Lancasteriano“ von Santa Catalina Mártir, später ein weiteres Colegio. Ab 1858 studierte er an der Academia Nacional de San Carlos de México. Er befasste sich auch mit Anatomie, Botanik, Geologie und anderen Wissenschaften, um die Schönheit des Tals von Mexiko in seinen Bildern zum Ausdruck bringen zu können. Ab 1868 lehrte er als Professor für Perspektive an der Academia Nacional de San Carlos de México, die zu diesem Zeitpunkt bereits den Namen Escuela Nacional de Bellas Artes trug. Da seine Kunstrichtung von akademischen Standards abwich, wurde er 1907 vom Lehrstuhl entbunden.

## Werk
Velasco fertigte über 400 Gemälde, überwiegend Ölgemälde, aber auch Bleistiftzeichnungen und Aquarelle. Er war vom Beauftragten der mexikanischen Regierung für Schöne Künste mit der Leitung der mexikanischen Delegation für die Weltausstellung 1889 in Paris beauftragt und gewann dort den ersten Preis.

## Kunst und Krempel

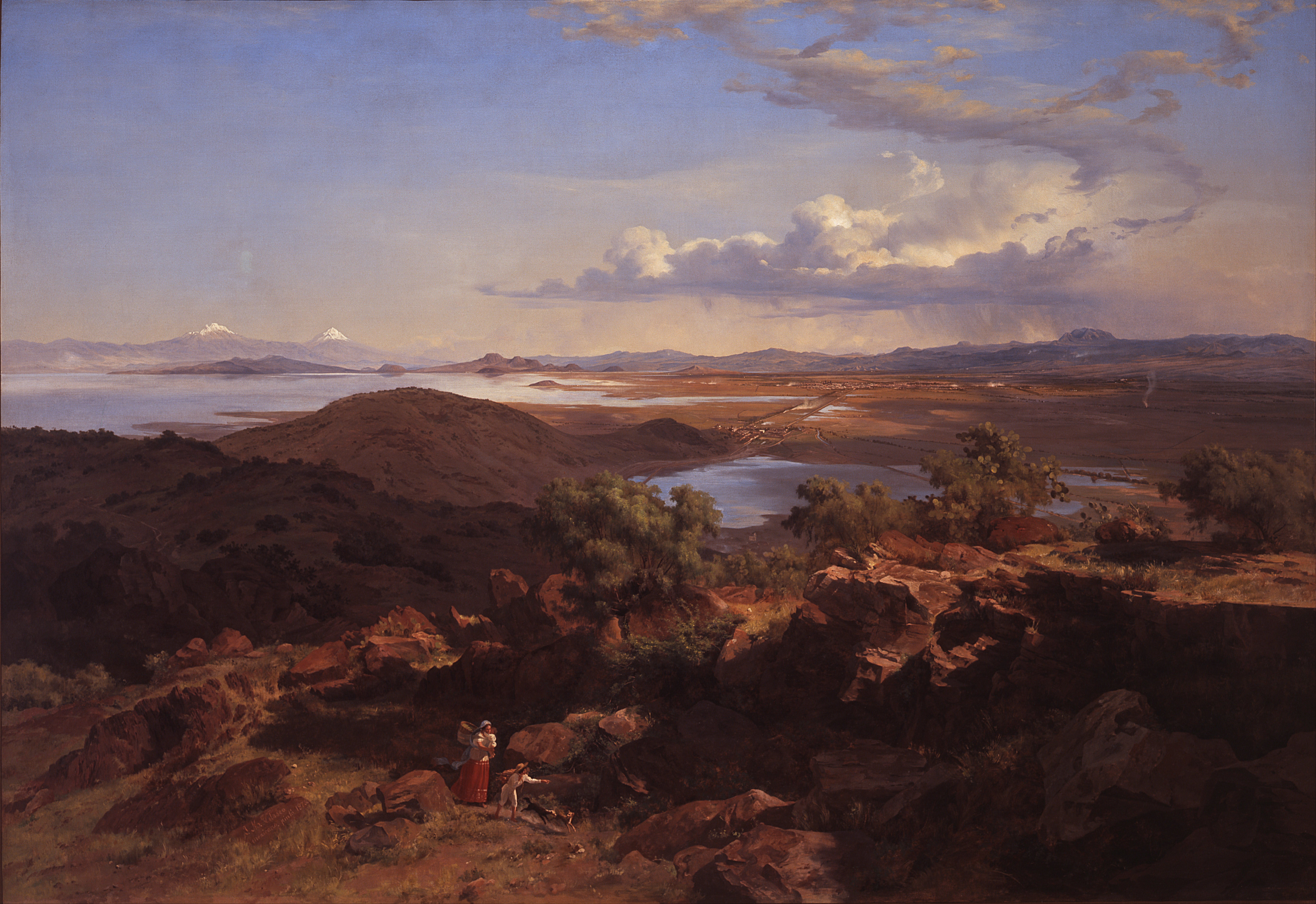
El Valle de México desde el cerro de Santa Isabel, Museo Nacional de Arte (Mexiko)

In der Kunst-und-Krempel-Ausgabe vom 5. Oktober 2013 wurde ein Gemälde, das zuvor unbeachtet auf dem Dachboden der Besitzer gelegen hatte, als Werk José María Velascos authentifiziert. Die Experten Herbert Giese und Hans Ottomeyer schätzten den Wert des Gemäldes auf 500.000 bis 600.000 USD. El Valle de Mexico desde el cerro de Santa Isabel wurde später von Experten bei Sotheby’s wegen starker Restaurierungsspuren auf 275.000 bis 325.000 USD eingeschätzt. Am 28. Mai 2014 wurde es für 269.000 USD (Zuschlag 220.000 USD plus Gebühren) versteigert.